# Col de l'Entrelor

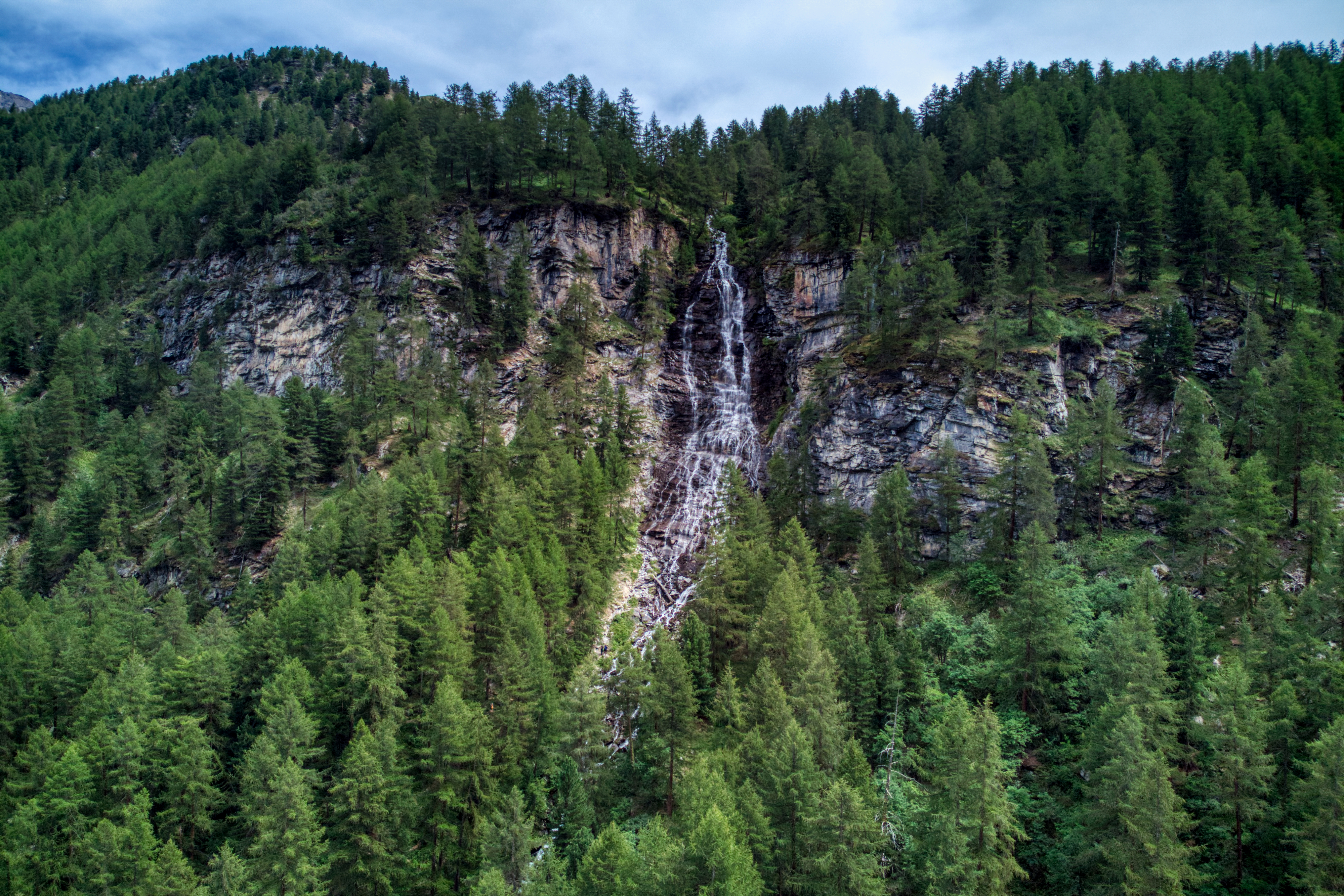
Cascata di Entrelor nei pressi del Col de l'Entrelor

Il Col de l'Entrelor (pron. fr. AFI: [kɔl də lɑ̃tʁəlɔʁ]) è un valico alpino della Valle d'Aosta.

## Caratteristiche
Collega la Val di Rhêmes con la Valsavarenche. È uno dei colli più alti dell'Alta via della Valle d'Aosta n. 2 con i suoi 3.002 m di quota altimetrica. Fa anche parte del tracciato del Tor des Géants.
Il colle prende il nome dalla Cima di Entrelor (in francese, Cime d'Entrelor - 3.426 m), un rilievo poco distante frequentato particolarmente dagli scialpinisti nella stagione invernale.

## Fauna e flora
Sul sentiero verso il col de l'Entrelor è possibile osservare numerose specie di piante e animali; essendo il tracciato interamente nel territorio del Parco nazionale del Gran Paradiso l'ecosistema è perfettamente intatto.

### Fauna
Lungo il sentiero si possono osservare numerose marmotte, in particolare nel vallon d'Entrelor, e nei pressi di Orvieille, dov'è stata realizzata un'abitazione del Parco nazionale del Gran Paradiso utilizzata da un gruppo di ricercatori che studiano le abitudini di questo animale. È anche abbastanza comune osservare esemplari di stambecco, camoscio, cervo e capriolo ma anche volpi, gipeti, aquile reali e, più raramente, lupi.

### Flora
Lungo il percorso si possono osservare stelle alpine, piante di genepì, esemplari d'arnica e più generalmente della tipica flora alpina.